# Biancaea decapetala
Pour les articles homonymes, voir Cassie.
Espèce
Classification phylogénétique
Synonymes
- Biancaea sepiaria (Roxb.) Tod.
- Caesalpinia sepiaria Roxb.
- Caesalpinia decapetala (Roth) Alston, 1931
- Caesalpinia decapetala var. japonica
 (Sieb. & Zucc.)
- Reichardia decapetala Roth

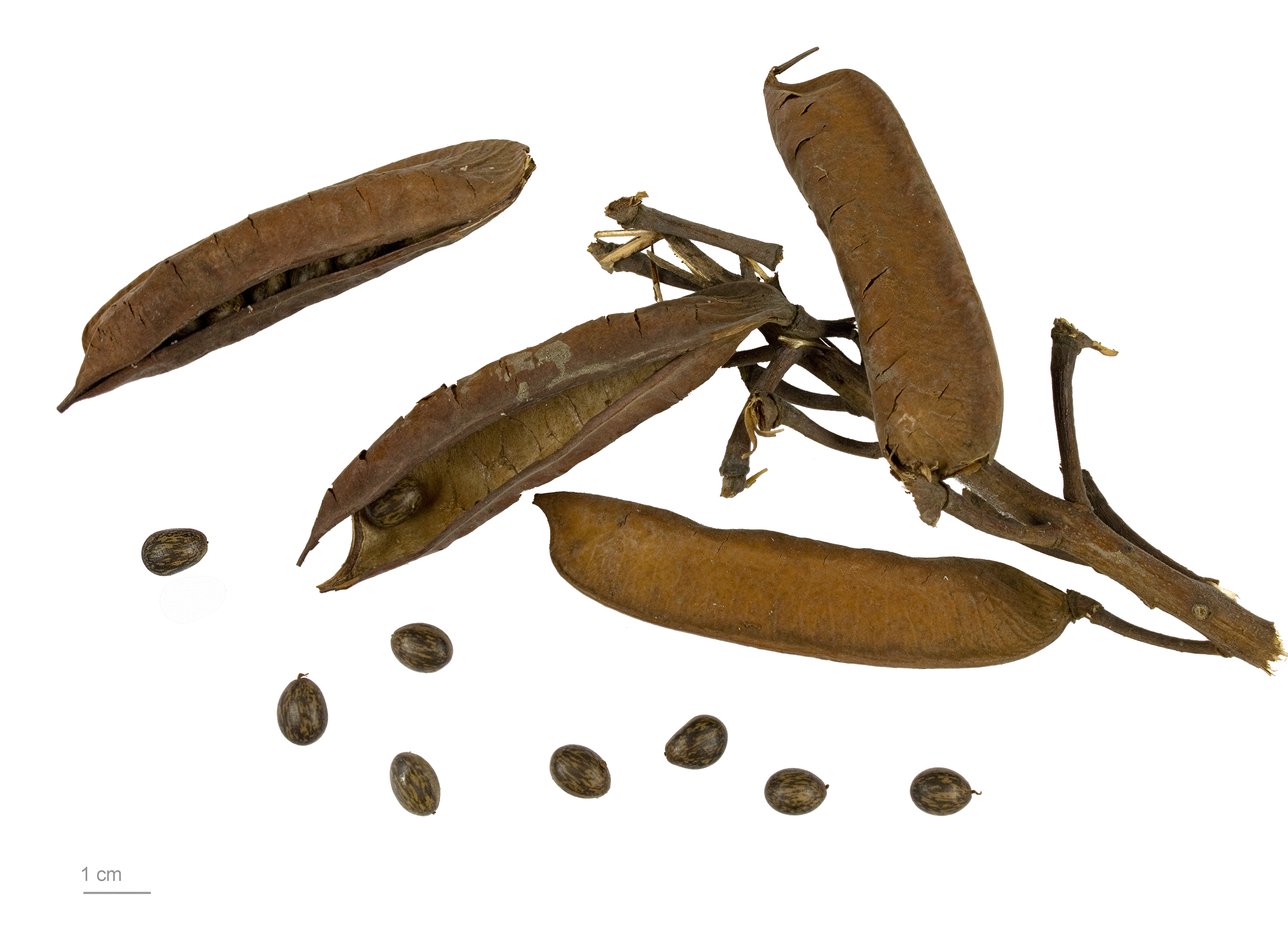
Biancaea decapetala au Muséum de Toulouse.

Biancaea decapetala est une espèce de plantes à fleurs de la famille des Fabaceae. C'est un arbuste lianescent originaire d'Inde. L'espèce est parfois appelée Cassie. On la rencontre aussi sous les noms de Liane croc de chien (en Nouvelle-Calédonie), Sappan, Bois sappan ou Liane sappan. Ces trois derniers sont abusifs et ne devraient être utilisés que pour l'espèce voisine Biancaea sappan L.

## Description

### Aspect général
L'espèce a un port arbustif et peut atteindre 10 mètres de haut.

### Feuilles
Les feuilles sont composées, bipennées, et munies de crochets sous le rachis principal, ce qui vaut à l'espèce l'appellation de Liane croc de chien en Nouvelle-Calédonie. Elles peuvent mesurer jusqu'à 30 centimètres de long.

### Fleurs
Les inflorescences sont en racèmes et mesurent jusqu'à 40 centimètres de long. Les fleurs jaunes sont dissymétriques. Les étamines sortent de la corolle et présentent des anthères marron.

### Fruits
Les fruits sont des gousses elliptiques à l'extrémité fortement acuminée. Chaque gousse contient entre 4 et 8 graines noires ou marbrées.

## Caractère envahissant
L'espèce est envahissante en Nouvelle-Calédonie, où elle a été introduite dès 1855 en tant que plante ornementale. Elle représente aussi un danger en Afrique du Sud et à Hawaï.
Elle forme des fourrés impénétrables aussi bien pour les hommes que pour les animaux. Elle étouffe les autres plantes, se développant parfois sur le houppier des arbres adjacents et affaissant ce faisant la canopée. Lorsqu'elle prolifère en bord de cours d'eau, elle peut ralentir le courant et provoquer des inondations.